# 尼布楚
涅尔琴斯克（羅馬化：Nerchinsk），即尼布楚（穆麟德轉寫：Nibcu），是俄羅斯外貝加爾邊疆區轄下的一個市級鎮，為涅爾琴斯克區的行政中心。此地因歷史上的《尼布楚條約》而為華人所知。
中华人民共和国出版的地图标记为「涅尔琴斯克（尼布楚）」。根据自然资源部2023年2月6日发布的《公开地图内容表示规范》第十四条规定，汉语版地图中“涅尔琴斯克”之后必须括注“尼布楚”，汉语拼音版地图和外文版地图除外。

## 歷史
尼布楚原屬蒙古诸部游牧之地（包括茂明安及喀尔喀蒙古土谢图汗的布里亚特属民）。1654年，哥萨克进入此地，在尼布楚建立城堡。阿法纳西·菲利波维奇·帕什科夫于四年后将其建成城镇，成为连接外贝加尔山脉和黑龙江之间的重要俄罗斯人贸易据点。1689年，清廷與沙俄代表在此地簽訂《尼布楚條約》，確定尼布楚為往後的中俄貿易中心之一，此地遂屬沙俄。沙俄期間，許多礦產被不斷發現，使得此地成為外貝加爾的主要城鎮。這裡也是著名的卡托加之一——尼布楚卡托加。1825年十二月黨人起義後，部份起義者被流放到這裡。1863年波蘭一月起義後，許多起義者被流放到這裡挖掘銀礦。西伯利亞鐵路落成之後，赤塔逐漸取代了尼布楚的經濟地位。

## 外部連結
- 维基共享资源上的相關多媒體資源：尼布楚